# ドラキュラ伝説 ReBirth
『ドラキュラ伝説 ReBirth』（ドラキュラでんせつ リバース、Castlevania: The Adventure ReBirth）は、コナミデジタルエンタテインメントより2009年10月27日に配信開始されたWiiウェア用アクションゲーム。アメリカでは同年12月28日、ヨーロッパでは2010年2月26日から配信。

## 概要
ゴシックホラーアクションゲーム・悪魔城ドラキュラシリーズのWiiウェアでの作品であり、コナミがWiiウェアで展開するクラシックテイストのゲーム再生シリーズの『GRADIUS ReBirth』『魂斗羅 ReBirth』に次ぐ、ReBirthシリーズ第3弾。
同シリーズは3作ともM2が開発を担当した。本作は1989年に発売されたゲームボーイ用ソフト『ドラキュラ伝説』のリメイクであるが、ゲーム内容は随所に違いがみられ、原作ゲームに忠実なリメイクにはなっていない。基本ゲームシステムは、2D横スクロールのステージクリア型アクション。主人公クリストファー・ベルモンドを操作し、全6ステージを順にクリアしていく。

### その他
- 制限時間がある。多い時は12分ほどで、ライフを失う事で大幅に減る事がある（残り時間が多いほど得点が高い）。
- リメイクと言う事もあって、「ドラキュラ伝説」シリーズに出ている敵キャラクターが多い。ゲームのアイコンでもあるビッグアイ（目玉）が最も強調しており、ゲーム中も多く登場する。今作は爆発をしない。
- 本家の悪魔城シリーズに登場していない新規の敵グラフィックや背景が新たに描き起されているが、過去作品からの流用（使い回し）も多い。敵は月下の夜想曲（のみ男・エクトプラズム・だいぼうれいなど）、白夜の協奏曲（ゴースト・メディウサヘッド・ホワイトドラゴンなど）、暁月の円舞曲（コウモリ・スケルトン・ビックがいこつ・ケツアルクアトルなど）、背景は、月下の夜想曲や暁月の円舞曲から流用や加工がなされて使用されている。
- イージーレベルは、ドラキュラが第２形態までしか変身しない。これを倒すと「魔力の玉」が出て、エンディングになる。
- コンティニューやステージセレクトはタイトル画面から選択できる。但し『グラディウス リバース』とは異なり、ステージセレクト機能は隠し要素で、タイトル画面で「GAME START」にカーソルを合わせて、右を押しっぱなしにすることで選択可能となる。選択可能なステージは最後にプレイしたステージまでとなり、ゲームを終了もしくは中断しタイトル画面に戻るときに進捗がセーブされる。（HOMEボタンメニュー内の「リセット」により、ステージ進捗を保存させないことは可能である。）

## BGM
BGMは並木学が担当。『GRADIUS ReBirth』『魂斗羅 ReBirth』同様、過去の悪魔城ドラキュラシリーズ（主にPSG音源やFM音源を使用したハード向け作品）のBGMを基にしたFM音源によるアレンジで構成されている。使用曲は『ドラキュラ伝説』以外の曲が多い。オリジナル曲（中ボスBGM）が1曲だけ存在する。一部のSEはFC版悪魔城ドラキュラやバンパイアキラーなど過去作の物をサンプリングしたものがそのまま使用されている。
| 使用場面                    | BGM・原曲                                           | 原曲出典                                                              | 原曲出典場面             |
| --------------------------- | --------------------------------------------------- | --------------------------------------------------------------------- | ------------------------ |
| タイトル画面 MAPデモ        | Start BGM                                           | ゲームボーイ「ドラキュラ伝説」                                        | スタートBGM              |
| OPデモ                      | マップ                                              | SFC「悪魔城ドラキュラXX」                                             | MAP BGM                  |
| 各ステージイントロ          | Vampire Killer （※イントロのみ）                    | X68000「悪魔城ドラキュラ」                                            | 1面BGM（※イントロのみ）  |
| 1面(城外)                   | Reincarnated Soul                                   | メガドライブ「バンパイアキラー」                                      | 1面BGM（旧ドラキュラ城） |
| 2面(城内)                   | 悪魔たちに送るララバイ                              | AC「悪魔城ドラキュラ」                                                | ランキングBGM            |
| 3面                         | New Messiah                                         | ゲームボーイ「ドラキュラ伝説II」                                      | クリスタルキャッスルBGM  |
| 4面                         | LOAD BGM                                            | X68000「悪魔城ドラキュラ」                                            | LOAD BGM                 |
| 5面(時計台)                 | Aquarius                                            | ファミコン「悪魔城伝説」                                              | 水没都市ステージBGM      |
| 6面(ドラキュラの部屋)       | Vampire killer                                      | ファミコン「悪魔城ドラキュラ」                                        | 1面BGM                   |
| 中ボス戦                    | Gauntlet                                            | （※オリジナル曲）                                                     |                          |
| ボス戦                      | 最後の戦い                                          | AC「悪魔城ドラキュラ」                                                | 最終ボスBGM              |
| ラスボス戦(最終形態)        | Riddle                                              | ファミコン「悪魔城伝説」                                              | ドラキュラ城塔内BGM      |
| ステージクリア              | Stage Clear                                         | ファミコン「悪魔城ドラキュラ」                                        | ステージクリアBGM        |
| ALLクリア                   | Theme of Simon （※イントロのみ） （シモンのテーマ） | X68000「悪魔城ドラキュラ」 （※SFC「悪魔城ドラキュラ」）               | 8面BGM（※イントロのみ）  |
| エンディング スタッフロール | The End of the Day                                  | ゲームボーイ「ドラキュラ伝説II」                                      | スタッフロールBGM        |
| プレイヤーミス              | PLAYER MISS                                         | SFC「悪魔城ドラキュラXX」                                             | プレイヤーミス           |
| ゲームオーバー              | ゲームオーバー                                      | SFC「悪魔城ドラキュラXX」 （※笑い声はAC版オープニングデモからの流用） | ゲームオーバー           |

## 関連商品
『ドラキュラ伝説ReBirth & 魂斗羅ReBirth オリジナルサウンドトラック』
2010年3月24日発売。コナミスタイル専売。